# Esteban Vigo
Pour les articles homonymes, voir Vigo.
Esteban Vigo Benítez, également connu comme Boquerón Esteban, né le 17 janvier 1955 à Vélez-Málaga (Andalousie, Espagne), est un footballeur espagnol reconverti en entraîneur. Il jouait au poste de milieu de terrain. Il effectue l'essentiel de sa carrière au FC Barcelone où il joue pendant dix saisons (1977-1987).
À Jerez, il est considéré comme étant le meilleur entraîneur de l'histoire du Xerez CD en raison d'une promotion en Première division.

## Carrière

### Joueur
"Boquerón" Esteban commence sa carrière en 1973 dans l'équipe réserve du CD Málaga, le Club Atlético Malagueño. En 1974, il joue avec le CA Marbella. Entre 1975 et 1977, il joue avec le CD Málaga.
En 1977, Esteban est recruté par le FC Barcelone. Il y reste pendant dix saisons au cours desquelles il remporte deux Coupes des coupes, un Championnat d'Espagne et trois Coupes d'Espagne (en 1981, il marque en finale contre le Sporting de Gijón). C'est le joueur de Barcelone, Juan Manuel Asensi qui lui donne le surnom de "Boquerón".
En 1987, Esteban retourne au CD Málaga où joue Juanito. Le club parvient à remonter en Première division. En 1991, Esteban met un terme à sa carrière de joueur.

### Équipe nationale
En 1976, Esteban fait partie de l'équipe d'Espagne qui participe aux Jeux olympiques d'été organisés à Montréal. Il joue deux matchs lors du tournoi olympique : contre le Brésil et l'Allemagne de l'Est.
En 1981, il dispute trois matchs avec l'équipe d'Espagne A. Il joue contre l'Autriche, le Luxembourg et la Pologne.

### Entraîneur
Esteban commence à entraîner en 1996.

## Palmarès

### Joueur
Avec le FC Barcelone :
- Vainqueur de la Coupe d'Europe des vainqueurs de coupe en 1979 et 1982
- Championnat d'Espagne en 1985
- Vainqueur de la Coupe d'Espagne en 1978, 1981 et 1983
- Vainqueur de la Copa de la Liga en 1983 et 1986
- Vainqueur de la Supercoupe d'Espagne en 1983

### Entraîneur
- Vainqueur de la Supercoupe de Roumanie en 2005 avec le Dinamo Bucarest
- Champion d'Espagne de D2 en 2009 avec Xerez